# Lundey (ö i Island, Höfuðborgarsvæði)
Lundey är en ö i republiken Island.   Den ligger i regionen Höfuðborgarsvæði, i den västra delen av landet, 7 km nordost om huvudstaden Reykjavík.
Terrängen på Lundey är mycket platt. Öns högsta punkt är 9 meter över havet. 